# Ачкинский сельсовет
Ачкинский сельсовет — упразднённое муниципальное образование в Сергачском районе Нижегородской области. Имело статус сельского поселения. Административный центр — село Ачка.

## История
Статус и границы сельского поселения установлены Законом Нижегородской области от 15 июня 2004 года № 60-З «О наделении муниципальных образований - городов, рабочих посёлков и сельсоветов Нижегородской области статусом городского, сельского поселения».
Законом Нижегородской области от 28 августа 2009 года № 132-З сельские поселения Акузовский сельсовет и Ачкинский сельсовет объединены в сельское поселение Ачкинский сельсовет.
Законом Нижегородской области от 4 мая 2022 года № 56-З все сельские поселения Сергачского района был упразднены при преобразовании муниципального района в муниципальный округ.

## Население
| 2002 | 2010 | 2012 | 2013 | 2014 | 2015 | 2016 |
| ---- | ---- | ---- | ---- | ---- | ---- | ---- |
| 1296 | ↘956 | ↘895 | ↘853 | ↘826 | ↘779 | ↘771 |
| 2017 | 2018 | 2019 | 2020 | 2021 |      |      |
| ↘725 | ↘691 | ↘680 | ↘674 | ↗695 |      |      |

## Состав сельского поселения
| № | Населённый пункт | Тип населённого пункта       | Население |
| - | ---------------- | ---------------------------- | --------- |
| 1 | Акузово          | село                         | ↘391      |
| 2 | Ачка             | село, административный центр | ↘475      |
| 3 | Воргониха        | деревня                      | ↘0        |
| 4 | Вязовка          | деревня                      | ↘86       |
| 5 | Дубки            | деревня                      | →0        |
| 6 | Крутовражка      | деревня                      | →0        |
| 7 | Палатка          | деревня                      | ↘2        |
| 8 | Поварня          | деревня                      | ↘2        |
| 9 | Родионовка       | деревня                      | →0        |